# Петро Дупей
Петро Дупей (17 червня 1919–1983) — словацький і чехословацький політик Комуністичної партії Словаччини українського (русинського) походження, член Словацької національної ради в 1960-х роках і член Палати націй Федеральних зборів на початку нормалізації.

## Життєпис
У 1953–1955 роках значиться членом ЦК Комуністичної партії Словаччини. У 1953 році був головою Місцевого національного комітету у Пряшеві. Після виборів 1964 року він був членом Словацької національної ради. У грудні 1968 року він був обраний до комісії Словацької національної ради меншин у складі п'яти осіб.
Після федералізації Чехословаччини він засідав у Палаті націй Федеральних зборів. Додатковий мандат він отримав лише в березні 1971 року. До федерального парламенту його висунула Словацька національна рада, де він також засідав. Він залишався в парламенті до кінця виборчого періоду, тобто до виборів 1971 року.

### Зовнішні посилання
- (чеськ.) Петро Дупей у парламенті